# Аеротерапия
Аеротерапия или Въздушна баня – лечение чрез въздействието на температура, движения, влага и други свойства на въздуха върху голо тяло. Предизвиква дразнене на кожните рецептори. Упражнява ефект върху централната нервна система и активизира терморегулацията, засилва обмяната на веществата и др. Прилага се за общо укрепване, закаляване – като лечебно средство при различни заболявания.